# چشمک‌دیو
چَشمک در جمع چشمگان دیوان برپایه اسطوره‌های مزدیسنا دیوی است که زمین‌لرزه و گردباد پدید می‌آورد و به ستیز با ابر و باد سودمند می‌پردازد.
در بندهش، چشمک دیوی معرفی شده که با به هم زدن یک چشم، زمین لرزه و با به هم زدن چشم دیگر، گردباد ایجاد کند و به پتیارگی، دشمن ابر شود.
این دیو در اسطوره زایش زرتشت نیز نقشی ایفا می‌کند.

## واژه‌شناسی
این نام در پارسی میانه čašmagān dēwān است. این نام در اوستا نیست.